# 格拉姆機

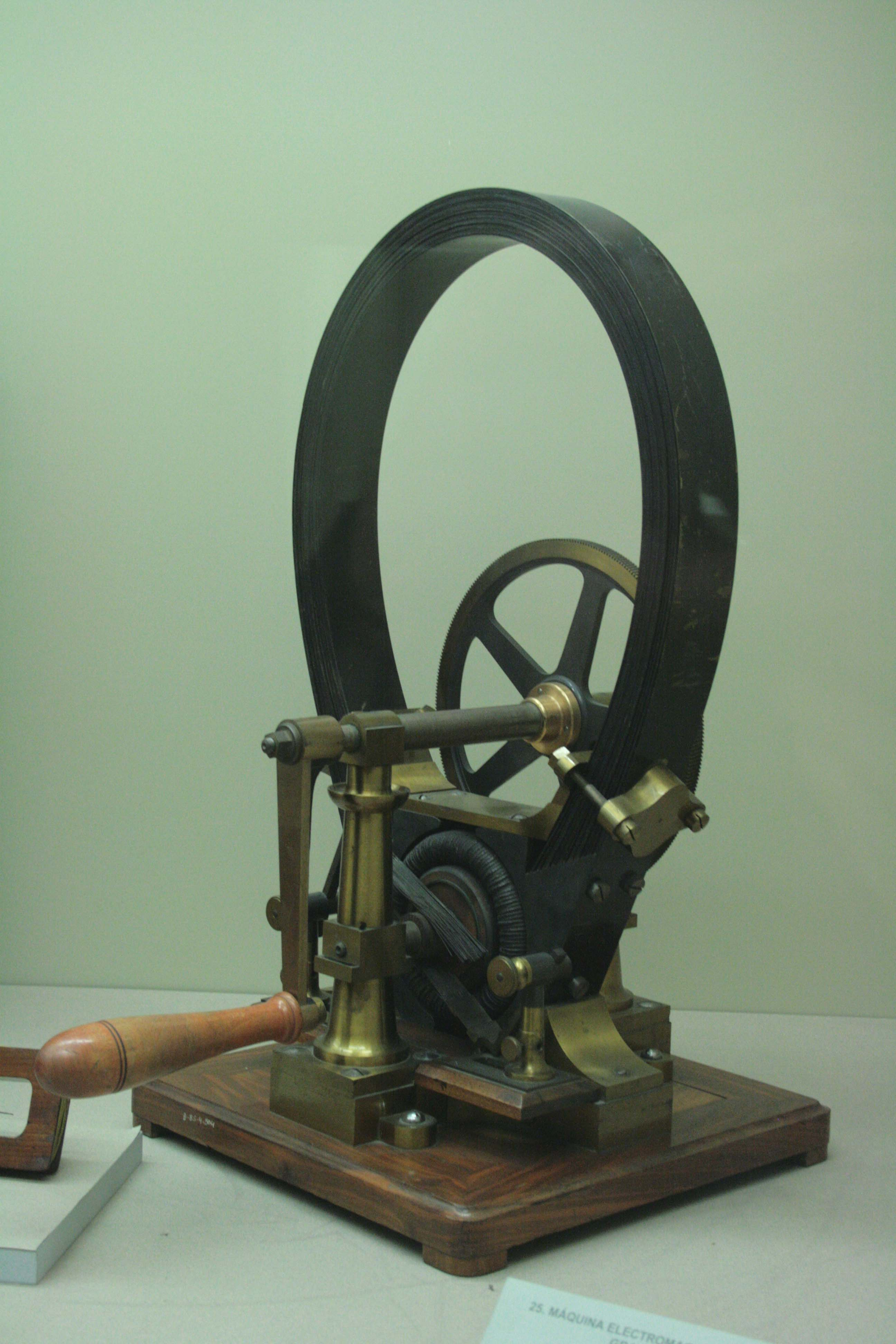
格拉姆機

格拉姆機（Gramme machine）是一种能产生直流電的发电机，名字來自於其發明者比利时发明家齐纳布·格拉姆。它是第一个能產生电力的商用工業发电机。該機器於1871年首次展示。